# Pavel Josef Vejvanovský
Pavel Josef Vejvanovský (né à Hukvaldy ou Hlučín entre 1633 et 1639 et mort à Kroměříž le 24 septembre 1693) est un compositeur et trompettiste silésien.

## Biographie
De 1656 à 1660, il étudie au collège des Jésuites de Opava et découvre la musique de Heinrich Biber et de Philipp Jakob Rittler ce qui le pousse vers la composition. En 1661, il est nommé trompettiste à la cour de Léopold Guillaume d'Autriche, le prince-évêque des Olomouc. Durant sa vie, Vejvanovský usera toujours de son titre de Feldtrompeter, « trompettiste de champ ».
En 1664, il est à Kromeríž et entre au service du prince-évêque Charles II de Liechtenstein-Kastelkorn comme trompettiste et maître de chapelle, puis comme chef de chœur à l'église de Saint-Maurice. Il meurt autour de son soixantième anniversaire.

## Œuvres
L'intégralité de ses œuvres est conservée à Kromeríž. Parmi les 137 pièces du catalogue de 1695, 127 sont complètes. On trouve de nombreuses œuvres pour trompette requérant une technique supérieure aux œuvres de ses contemporains, ainsi que des pièces vocales.

## Note
1. ↑  Paul Joseph Weiwanowsky ou  Weiwanowsky, en allemand
2. ↑  Selon une lettre du 15 juin 1661 adressée à l'administrateur E.F. Castelle de la cour des Olomouc

## Source de traduction
- (it) Cet article est partiellement ou en totalité issu de l’article de Wikipédia en italien intitulé « Pavel Josef Vejvanovský » (voir la liste des auteurs).